# Morton Freedgood
Morton Freedgood (* 1913 in Brooklyn, New York, NY, USA; † 16. April 2006 in West New York, New York) war ein US-amerikanischer Autor und Schriftsteller.
Freedgood begann in jungen Jahren das Schreiben. In den 1940er Jahren hatte er bereits in den Magazinen Cosmopolitan, Collier’s, Esquire und anderen mehrere Artikel und Kurzgeschichten veröffentlicht. Währenddessen arbeitete er Vollzeit für die Filmindustrie in New York. Er hatte mehrere Stellen in der Öffentlichkeitsarbeit für United Artists, 20th Century Fox, Paramount und andere Unternehmen, bevor er sich für die Schriftstellerei entschied.
Sein Roman The Wall-to-Wall Trap wurde unter seinem Namen im Jahre 1957 veröffentlicht. Anschließend nahm er das Pseudonym John Godey an, den Namen des Herausgebers eines Frauenmagazins aus dem 19. Jahrhundert, um seine Kriminalromane von den ernsthaften Schriften zu unterscheiden.
Weitere Bücher von ihm waren A Thrill a Minute With Jack Albany, Never Put Off Till Tomorrow What You Can Kill Today und The Three Worlds of Johnny Handsome.
Sein Bestseller The Taking of Pelham One Two Three aus dem Jahre 1973 wurde noch im gleichen Jahr unter dem Titel Abfahrt Pelham 1 Uhr 23 ins Deutsche übertragen und 1974 unter dem deutschen Titel Stoppt die Todesfahrt der U-Bahn 123 mit Walter Matthau und Robert Shaw in den Hauptrollen verfilmt.

## Verfilmungen
- 1968: Wie klaut man ein Gemälde? (Never a Dull Moment)
- 1974: Stoppt die Todesfahrt der U-Bahn 123 (The Taking of Pelham One Two Three)
- 1988: Johnny Handsome – Der schöne Johnny (Johnny Handsome)
- 1998: Pelham Bay Park (The Taking of Pelham One Two Three)
- 2009: Die Entführung der U-Bahn Pelham 123 (The Taking of Pelham One Two Three)